# Delia subinterflua
Delia subinterflua är en tvåvingeart som beskrevs av Xue och Du 2008. Delia subinterflua ingår i släktet Delia och familjen blomsterflugor.
Artens utbredningsområde är Yunnan (Kina). Inga underarter finns listade i Catalogue of Life.